# Municipio Jesús María (Aguascalientes)
Koordinaten: 21° 57′ N, 102° 22′ W
Jesús María ist eines der elf Municipios des mexikanischen Bundesstaats Aguascalientes. Verwaltungssitz und größte Stadt des Municipios ist die gleichnamige Stadt Jesús María. Das Municipio knapp 100.000 Einwohner und bedeckt eine Fläche von 509,4 km².

## Geographie
Das Municipio Jesús María liegt zentral im Bundesstaat Aguascalientes in der Zona Metropolitana de Aguascalientes auf einer Höhe zwischen 1900 m und 2600 m. Es zählt zu 77 % zur physiographischen Provinz der Sierra Madre Occidental und zu 21 % zur Mesa del Centro. Das Municipio liegt im Einzugsbereich des Río Lerma entwässert somit in den Pazifik. Die Geologie des Municipios setzt sich aus 55 % rhyolithischen Tuffen, 27 % Sandstein und 15 % Alluvionen zusammen. Vorherrschende Bodentypen sind der Phaeozem (54 %) und Leptosol (34 %). Etwa 34 % der Gemeindefläche dienen als Weideland, 32 % werden ackerbaulich genutzt, 30 % sind bewaldet.
Das Municipio Jesús María grenzt an die Municipios San José de Gracia, Pabellón de Arteaga, San Francisco de los Romo, Aguascalientes und Calvillo.

## Bevölkerung
Beim Zensus 2010 wurden im Municipio 99.590 Menschen in 22.806 Wohneinheiten gezählt. Davon wurden 179 Personen als Sprecher einer indigenen Sprache registriert, darunter 28 Sprecher des Mazahua und 20 Sprecher des Nahuatl. Etwa 3,7 % der Bevölkerung waren Analphabeten. 39.315 Einwohner wurden als Erwerbspersonen registriert, wovon ca. 66 % Männer bzw. 4,9 % arbeitslos waren. Gut sechs Prozent der Bevölkerung lebten in extremer Armut.

## Orte
Das Municipio Jesús María umfasst 235 bewohnte localidades, von denen der Hauptort sowie Jesús Gómez Portugal, Paseos de Aguascalientes, Arboledas Paso Blanco, Corral de Barrancos und  El Llano vom INEGI als urban klassifiziert sind. 16 Orte wiesen beim Zensus 2010 eine Einwohnerzahl von über 1000 auf, weitere 38 Orte hatten zumindest 100 Einwohner. Die größten Orte sind:
| Ort                                       | Einwohner |
| Jesús María                               | 43.012    |
| Jesús Gómez Portugal (Margaritas)         | 11.589    |
| Paseos de Aguascalientes                  | 04.432    |
| Arboledas Paso Blanco (Fraccionamiento)   | 03.313    |
| Corral de Barrancos                       | 03.158    |
| El Llano                                  | 02.571    |
| Maravillas                                | 02.208    |
| Paso Blanco                               | 01.709    |
| Tepetates                                 | 01.683    |
| General Ignacio Zaragoza (Venadero)       | 01.630    |
| Paseos de las Haciendas (Fraccionamiento) | 01.596    |
| Valladolid                                | 01.411    |
| San Antonio de los Horcones               | 01.254    |
| Los Arquitos                              | 01.120    |
| Miravalle                                 | 01.071    |
| Ejido la Guayana (Rancho Seco)            | 01.028    |